# 474
| 474                |
| ------------------ |
| Dødsfald - Fødsler |
|                    |

| Gregoriansk kalender | 474 CDLXXIV             |
| Ab urbe condita      | 1227                    |
| Armensk kalender     | I/T                     |
| Kinesiske kalender   | 3170 – 3171 癸丑 – 甲寅 |
| Etiopisk kalender    | 466 – 467               |
| Jødisk kalender      | 4234 – 4235             |
| Hindukalendere       |                         |
| - Vikram Samvat      | 529 – 530               |
| - Shaka Samvat       | 396 – 397               |
| - Kali Yuga          | 3575 – 3576             |
| Iransk kalender      | 148 BP – 147 BP         |
| Islamisk kalender    | 153 BH – 152 BH         |

Se også 474 (tal)